# Pierre Guillemot
Pierre Guillemot, conegut com el rei de Bignan, nascut l'1 de novembre de 1759 a un lloc anomenat Kerdel, a Bignan, mort el 5 de gener de 1805 a Vannes, fou un cap militar chouan que va mantenir sota control les tropes republicanes en gran part del Morbihan. de l'any II al VIII (1794 a 1800). És el pare de Julien Guillemot.

## Biografia
A l'inici de la Revolució només era un simple pagès de Donnan, llogaret de Plumelec. Tanmateix, era molt estudiós des que havia començat els seus estudis a Vannes, que va haver d'abandonar a la mort del seu pare per mantenir la terra de Kerdel. El març de 1793 participà en un atac a la ciutat de Pontivy.

## El primerchouannage
La seva primera acció brillant data del 8 d'octubre de 1793, un destacament de 80 soldats republicans escorta l'abat Leclerc, vicari a Saint-Jean-Brévelay, un sacerdot refractari, que van portar davant la cort. A l'alçada del Bois de Collédo (a Guéhenno) 30 homes comandats per Pierre Guillemot van muntar una emboscada i van alliberar el sacerdot.
El juliol de 1794 (Thermidor any II) va participar en la creació del "Comitè Central Reialista", la primera organització realment estructurada de la insurrecció a Morbihan. Guillemot va ser nomenat responsable dels cantons de Bignan i Plumelec (excepte Buléon), treballant per aixecar el camp al voltant de Bignan i Saint-Jean-Brévelay; va intentar en va amb les seves tropes segrestar Bouret i Leyris, dos enviats especials de la Convenció. El 30 d'octubre de 1794 (9 de Brumari), era a Sérent amb 200 o 300 homes; van tallar l'Arbre de la Llibertat.
Reclutat per Georges Cadoudal, va començar la seva carrera amb l'ocupació de Grand-Champ, la confiscació del fons fiscal i l'alliberament d'un sacerdot refractari, el pare Leclerc, rector de Saint-Jean-Brévelay. Aquest últim va ser portat per la força a Josselin per vuitanta republicans (els blaus); amb una trentena de pagesos, Guillemot va atacar l'escorta al bosc de Colledo a Guéhenno, els va posar en fugida i va alliberar el vicari que, ferit a la cama, va morir pocs dies després. Joseph de Boulainvilliers de Croÿ va ser nomenat el gener de 1795 per Joseph de Puisaye com a comandant en cap dels Blancs du Morbihan, però va abandonar aquest departament i va marxar a Ille i Vilaine al setembre amb 50.000 lliures que li havia confiat Joseph de Puisaye; va ser arrestat pels homes de Pierre Guillemot i el va fer jutjar per un consell de guerra improvisat que el va condemnar a mort: Boulainvilliers va ser afusellat pels Chouans de Guillemot el 17 de gener de 1795 al poble de Kerhervy a Saint-Jean-Brévelay.
Va mostrar les seves grans habilitats militars desallotjant les tropes blaves de Locminé. Pels seus èxits, va rebre el sobrenom de Rei de Bignan. Tanmateix, l'any 1795 va perdre la batalla de Saint-Bily, on 400 republicans comandats per l'ajudant general Josnet de Laviolais van derrotar a mil Chouans que ell manava.
A principis de juny de 1795, l'almirall William Cornwallis va desembarcar pólvora a Morbihan; va ser transportat de nit pels chouans de Guillemot fins al poble de Drénidan a la comuna de Radenac. Però la pólvora estava humida, i Guillemot, Le Thiais i 22 homes van decidir escalfar-la en una paella a una casa del poble. Es va produir un accident: la pólvora es va encendre i va explotar. Van morir diversos homes i Guillemot va quedar greument ferit i gairebé desfigurat, i va haver d'amagar-se en un amagatall al castell de Kerguéhennec, impedint-li participar en el desembarcament dels emigrants a Quiberon.
El juny de 1796 Georges Cadoudal i Pierre Guillemot es van sotmetre al general Hoche, però Pierre Guillemot va tornar als maquis a la tardor de 1797 a causa del retorn de la persecució religiosa.

## El segonchouannage
L'11 de juny de 1798 va ser nomenat coronel de l'exèrcit reial per Carles X de França i estava al capdavant de la "divisió de Bignan". Els chouans van llançar una ofensiva general el 25 d'octubre de 1799 i els homes de Guillemot van prendre Locminé, però van ser desallotjats durant el novembre per les tropes del general Schildt, que van prendre el cau del "rei de Bignan". Va intentar evitar que el general Brune alliberés Vannes el 1799, però va fracassar. Això no va impedir que les tropes de Guillemot ataquessin el 3 Pluviôse Any VIII (23 de gener de 1800) una columna de soldats republicans que transportaven gra, dirigida pel general Harty, prop de Meucon. Els homes de Guillemot van fer 36 presoners, que van ser afusellats un rere l'altre l'endemà al matí al pantà de Burgaud.
Segons un memoràndum enviat per l'administració local al general Brune el 14 de Pluviôse, any VIII (3 de febrer de 1800), la primera divisió de l'exèrcit de Chouan està composta de quatre a cinc mil homes i està comandada per Pierre Guillemot; està format per membres dels cantons de Bignan, Plumelec, Sérent, Josselin, Guégon, Réguiny, Locminé i Pluméliau. Està dividit en quatre seccions comandades respectivament per Yves Le Thiec per la de Bignan i els seus voltants; Alexandre, conegut com "Le Grand Alexandre", per la de Pluméliau i els municipis veïns; Michel, per la de Guégon i Bénard per la de Sérent i Plumelec. Ocuparen els castells de Penhoët (a Grand-Champ), Grandville (a Brandivy), Callac, Querguehennec i Kercomble, però amagaven les armes a granges.
Cadoudal va signar un acord de pau el 25 de Pluviôse Any III (el 14 de febrer de 1800 i es va exiliar a Anglaterra, però Pierre Guillemot va continuar la lluita; el 8 de juliol de 1800 Cadoudal, de tornada a França, va nomenar Pierre Guillemot comandant en cap de les tropes reials del Morbihan El primer cònsol va nomenar al general Bernadotte (més tard Carles XIV Joan de Suècia) al capdavant de les tropes governamentals de l'Exèrcit d'Occident el 18 d'abril de 1800, amb seu inicialment a Rennes, va traslladar el seu quarter general a Pontivy del 12 de maig al 17 de juny de 1801 per lluitar millor contra els chouans envoltats en diverses ocasions, per exemple el 30 de desembre de 1801 a les Landes de Lanvaux, va aconseguir fugir però la rebel·lió va decaure i el 2 de maig de 1802 Pierre Guillemot es va resignar a l'exili a Gran Bretanya.
Després d'un exili a Anglaterra amb Cadoudal, va tornar clandestinament a França i va desenvolupar un pla per alliberar Georges Cadoudal (que va ser detingut el 9 de març de 1804), que va fracassar. El 13 de juny de 1804, el prefecte Jullien va ser informat per un dels seus espies que Guillemot havia estat vist a Plumelec.
Pierre Guillemot va intentar el 19 de novembre de 1804 incorporar-se a la flota anglesa: va salpar cap a l'illa de Houat, després Glénan, però no va aconseguir trobar un vaixell anglès. Va tornar al continent, es va amagar a Plaudren on, greument ferit, va ser detingut poc després. Va ser jutjat per una comissió militar i va ser afusellat a Vannes el 5 de gener de 1805.

## Mantenir la memòria
Hi ha una associació «La maison des chouans à Bignan». Pierre Guillemot, amb seu a Bignan i que té com a objectiu salvaguardar la memòria històrica del líder de Chouan. Hi ha un petit museu ("Maison des Chouans") a Bignan.